# Taissy
Taissy ist eine Gemeinde mit 2.202 Einwohnern (Stand: 1. Januar 2022) im Nordosten Frankreichs
im Département Marne der Région Grand Est. Taissy gehört zum Arrondissement Reims und zum Kanton Reims-8. Die Einwohner werden Taissotins genannt.

## Geografische Lage
Taissy ist eine banlieue im Südosten Reims’. Der Canal de l’Aisne à la Marne begrenzt die Gemeinde im Norden. Umgeben wird Taissy von den Nachbargemeinden Reims und Saint-Léonard im Norden, Puisieulx im Osten, Ludes im Süden, Rilly-la-Montagne im Süden und Südwesten, Montbré im Südwesten sowie Trois-Puits und Cormontreuil im Westen.
Im Gemeindegebiet liegt das Autobahndreieck der Autoroute A4 und der Autoroute A34.
| Jahr                       | 1962 | 1968 | 1975 | 1982 | 1990 | 1999 | 2006 | 2018 |
| Einwohner                  | 474  | 620  | 1879 | 1969 | 2318 | 2355 | 2145 | 2191 |
| Quellen: Cassini und INSEE |      |      |      |      |      |      |      |      |

## Sehenswürdigkeiten
- Kirche Notre-Dame aus dem 12. Jahrhundert

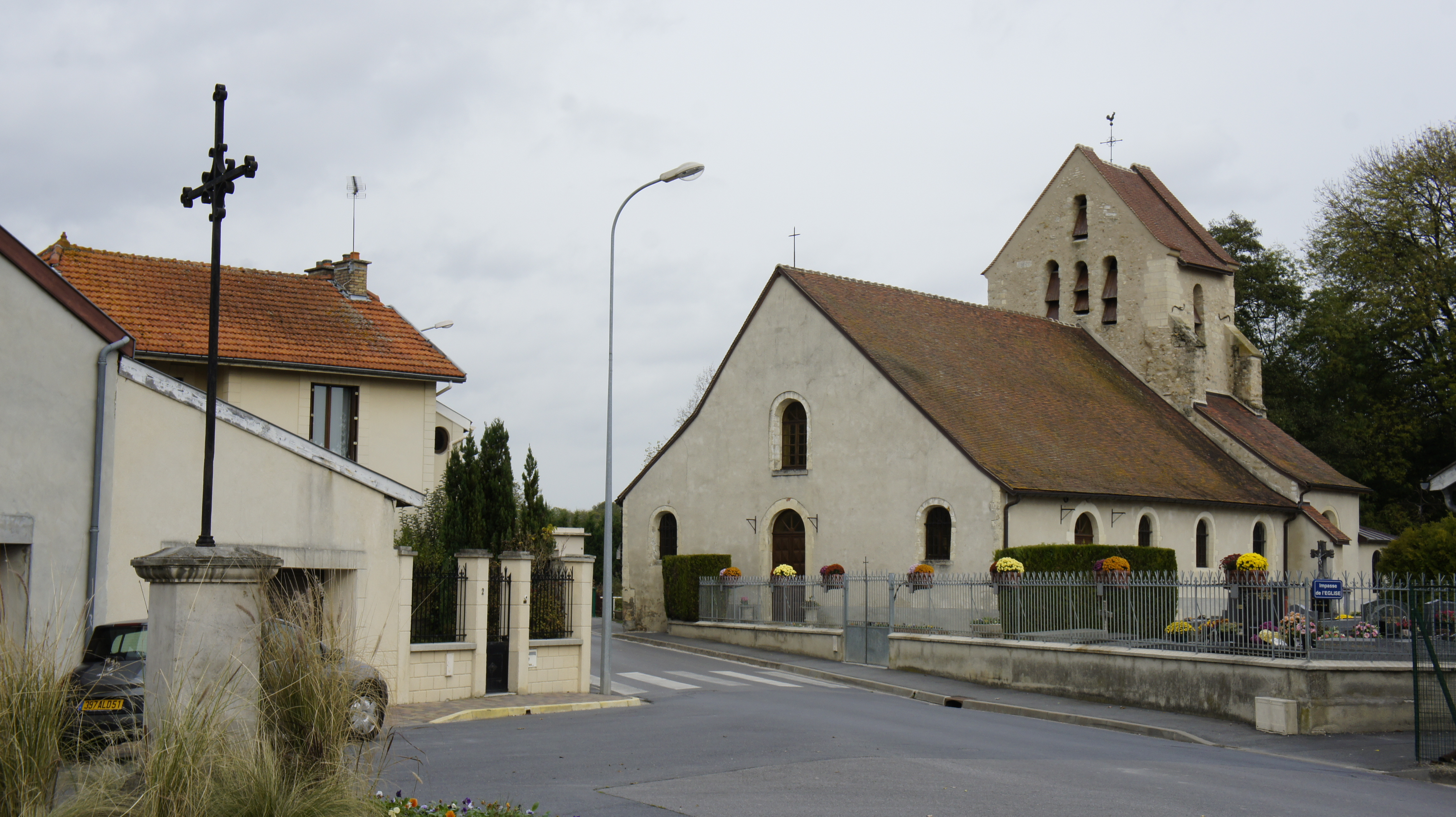
Kirche Notre-Dame

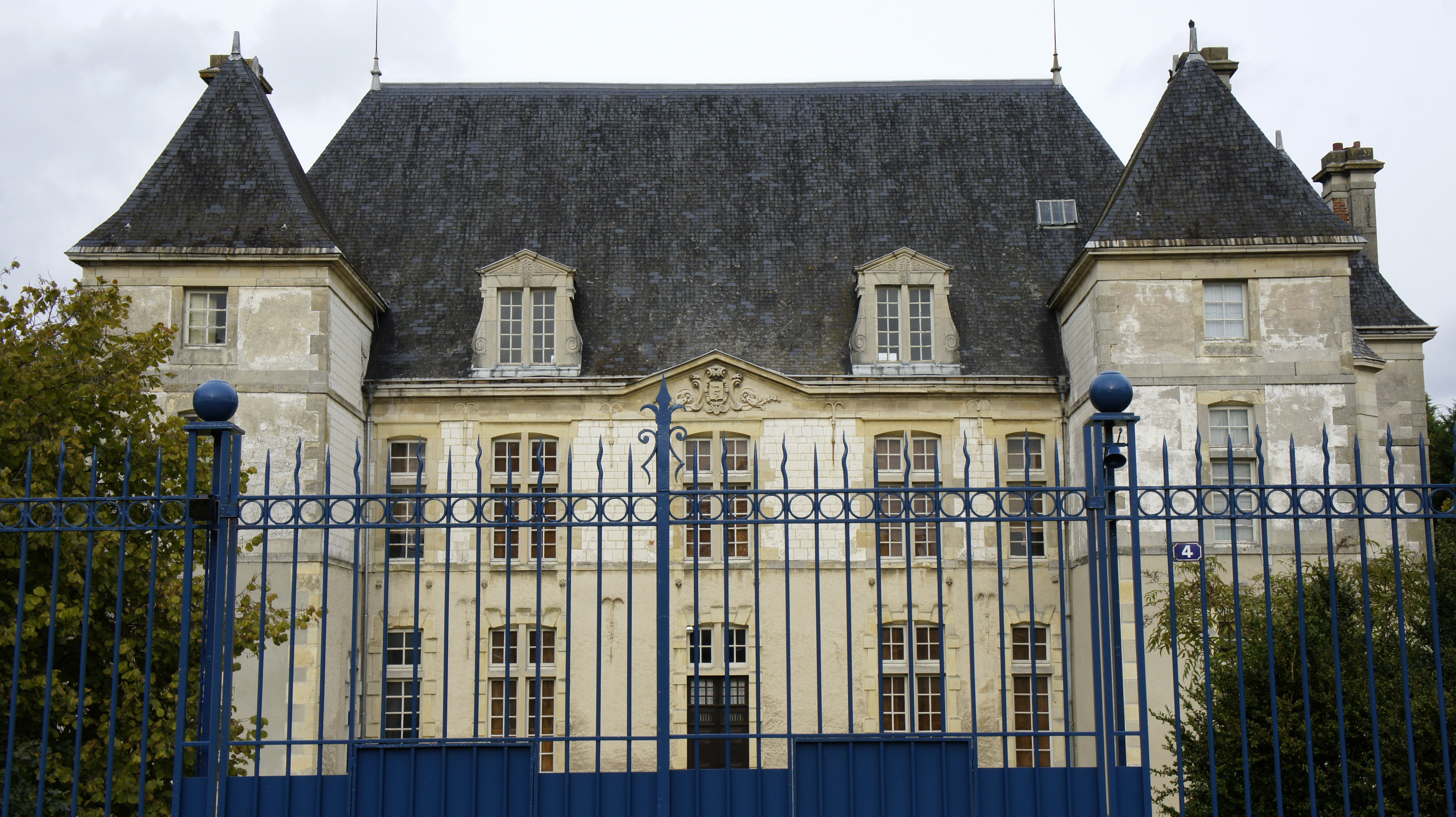
Château Challerange

- Château Challerange und Park